# هفت‌گانه

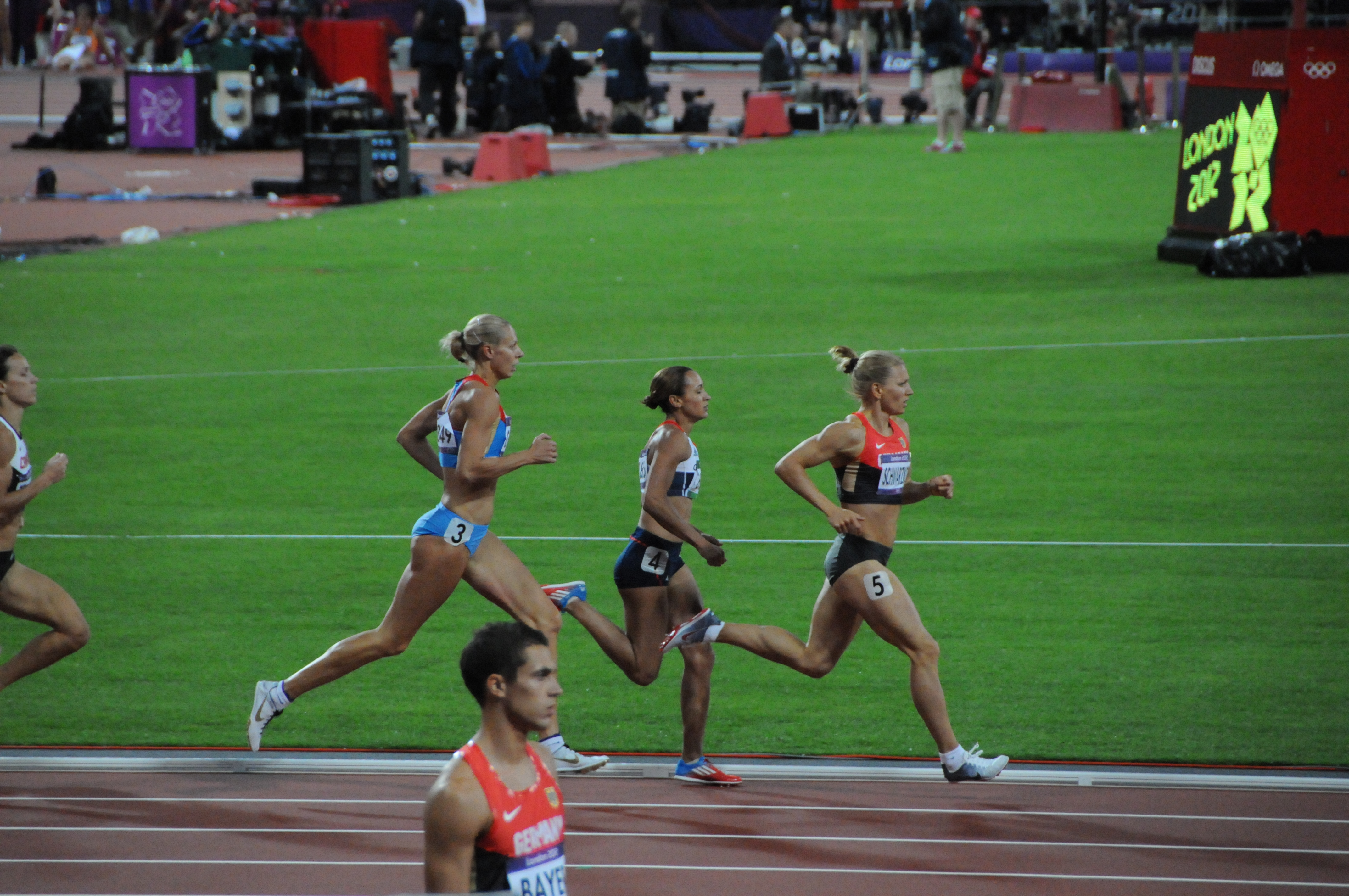
مسابقهٔ ۸۰۰ مترِ هفت‌گانه در المپیک ۲۰۱۲ لندن. نفر وسط، جِسیکا اِنیسِ بریتانیایی، با به‌دست‌آوردن بالاترین امتیاز، قهرمان المپیک شد.

هفت‌گانه یکی از رشته‌های ترکیبیِ دو و میدانی است که ورزش‌کارانِ آن در هفت مادۀ مختلف، طی دو روز پیاپی (صبح و عصر) مسابقه می‌دهند. بر اساس رکوردهایی که شرکت‌کنندگان در هریک از این رشته‌ها ثبت می‌کنند، امتیازاتی مطابق جدولی خاص به آن‌ها تعلق می‌گیرد و درنهایت، برندهٔ مسابقه شخصی خواهد بود که بیشترین امتیاز را در مجموعِ هفت ماده کسب کرده‌است.
رقابت‌های هفت‌گانه در دو بخش برگزار می‌شود:
1. هفت‌گانهٔ زنان که در ورزشگاه‌های با فضای باز برگزار می‌شود و در برنامهٔ بازی‌های المپیک هم قرار دارد.
2. هفت‌‌‌گانهٔ مردان که ویژهٔ مسابقات داخل سالن است.

## هفت‌گانهٔ زنان
هفت‌گانهٔ زنان از این هفت رشته تشکیل می‌شود که چهار رشتهٔ اول در روز اول و سه رشتهٔ بعدی در روز دوم برگزار می‌شوند:
- دو ۱۰۰ متر بامانع
- پرش ارتفاع
- پرتاب وزنه
- دو ۲۰۰ متر
- پرش طول
- پرتاب نیزه
- دو ۸۰۰ متر

رکورد جهانیِ هفت‌گانهٔ زنان به جکی جوینر-کرسی از ایالات متحدهٔ آمریکا تعلق دارد. او با ۷۲۹۱ امتیاز قهرمان المپیک ۱۹۸۸ سئول شد و رکورد جدیدی را برای این رشته به‌جا گذاشت که تاکنون کسی نتوانسته‌است این رکورد را بشکند.
مسابقات هفت‌گانهٔ زنان از المپیک ۱۹۸۴ لس‌آنجلس وارد برنامهٔ این مسابقات شده‌است. تا پیش از آن، رشتهٔ «پنج‌گانه» برای زنان برگزار می‌شد که پرتاب نیزه و دو ۲۰۰ متر در آن وجود نداشت و بقیهٔ رشته‌های آن مشابه هفت‌گانه بود.

## هفت‌گانهٔ مردان

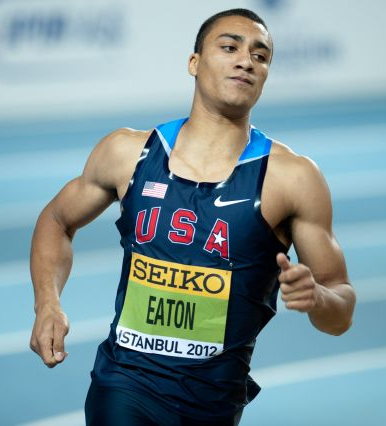
اَشتون ایتون در مسیر رکوردشکنی و قهرمانی (استانبول، ۲۰۱۲)

هفت‌گانهٔ مردان در مسابقات داخل سالن برگزار می‌شود. در مسابقات فضای باز، به‌جای این رشته، مسابقات ده‌گانه برگزار می‌شود؛ اما از آن‌جا که در داخل سالن امکان برگزاری مسابقهٔ پرتاب نیزه و پرتاب دیسک وجود ندارد، به‌جای رشتهٔ هفت‌گانه در نظر گرفته شده‌است. چهار رشتهٔ اول در روز اول و سه رشتهٔ بعدی در روز دوم (در هر دو روز، صبح و عصر) برگزار می‌شوند:
- دو ۶۰ متر
- پرش طول
- پرتاب وزنه
- پرش ارتفاع
- دو ۶۰ متر بامانع
- پرش با نیزه
- دو ۱۰۰۰ متر

رکورد جهانیِ هفت‌گانهٔ مردان به اشتون ایتون از ایالات متحدهٔ آمریکا تعلق دارد. او با ۶۶۴۵ امتیاز، قهرمان داخل سالن جهان در این رشته در سال ۲۰۱۲ شد و حدنصاب جدیدی به‌جا گذاشت. ایتون رکورددار رشتهٔ ده‌‌‌گانه (ویژهٔ فضای باز) نیز هست.